# Новоселівка Перша (Бєлгородська область)
Новоселівка Перша (рос. Новосёловка Первая) — село в Івнянському районі Бєлгородської області Російської Федерації.
Населення становить 110  осіб. Входить до складу муніципального утворення Верхопенське сільське поселення.

## Історія
Населений пункт розташований у східній частині української суцільної етнічної території — східній Слобожанщині.
Згідно із законом від 20 грудня 2004 року № 159 від 20 грудня 2004 року органом місцевого самоврядування було Верхопенське сільське поселення.

## Населення
| 2002 | 2010 |
| ---- | ---- |
| 89   | ↗110 |